# Stromness (Geórgia do Sul)

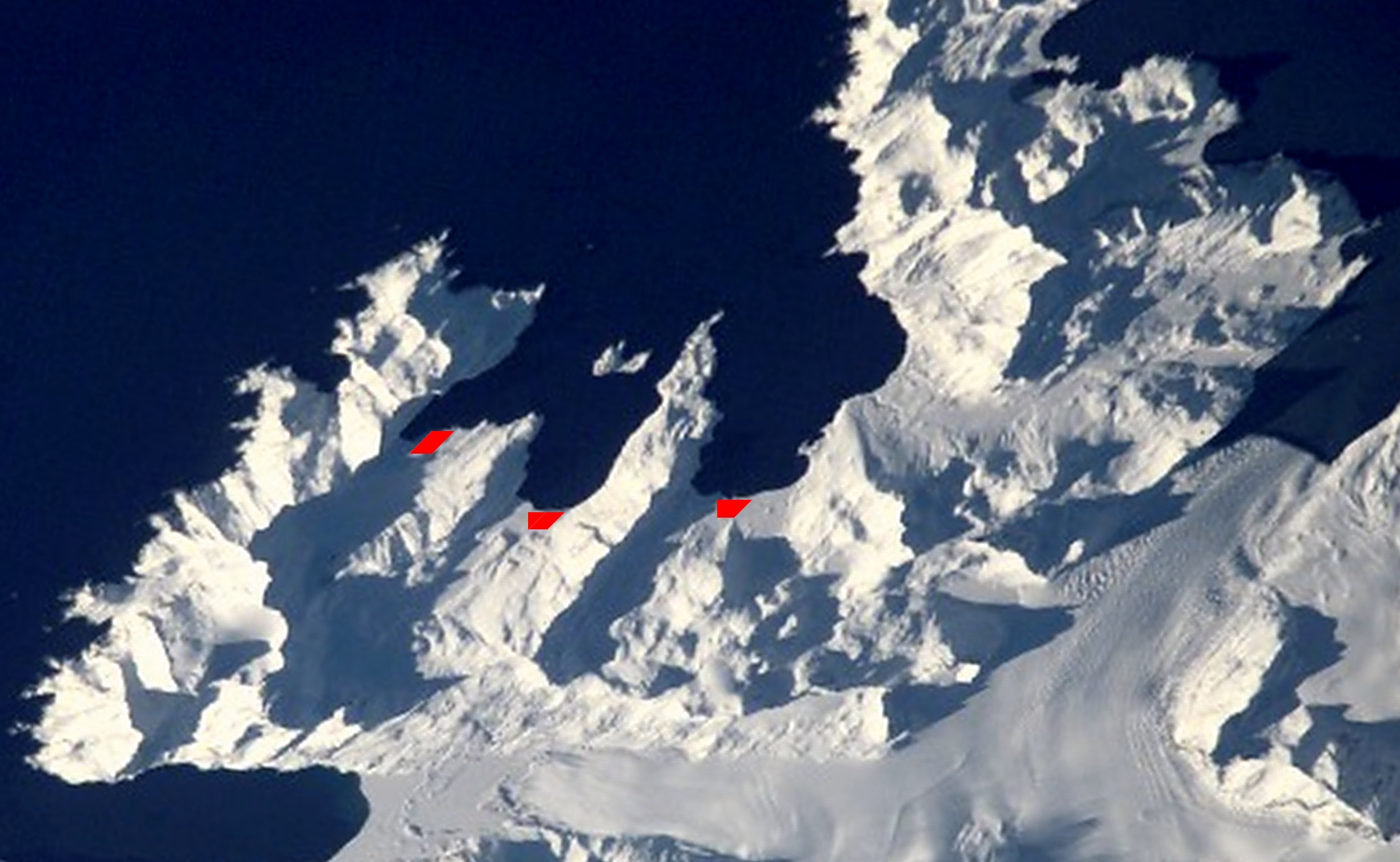
Baía Stromness com (da esquerda para a direita) Husvik, Stromness,
e Porto Leith (imagens da NASA).

Stromness é uma antiga estação baleeira na costa norte da ilha Geórgia do Sul no Atlântico Sul. O seu significado histórico representa o destino final de Ernest Shackleton da sua viagem de salvamento dos membros da expedição que liderava, a Expedição Transantártica Imperial, em 1916. 
É a baía central de um conjunto de três, no lado oeste da Baía Stromness, Geórgia do Sul. A designação de "Fridtjof Nansen" ou "Nansen" aparece em alguns mapas para este local mas, desde 1920, o nome "Stromness" tem sido mais utilizado. Este nome vem da cidade com o mesmo nome em Orkney, Reino Unido.

## História

Mapa da Ilha Geórgia do Sul.

Em 1907, foi erigida uma fábrica flutuante no Porto de Stromness; a estação terrestre foi construída em 1912. Stromness funcionou como uma estação baleeira desde 1912 até 1931. Em 1931, foi convertida em estaleiro para reparação de navios. Funcionou até 1961 sendo, então, abandonada.
Em 1916, Ernest Shackleton e uma pequena tripulação de cinco homens, desembarcaram na costa sul da Geórgia do Sul, na baía do Rei Haakon depois de uma extenuante viagem desde a ilha Elefante, num barco com menos de 7 m, o James Caird. Shackleton, Tom Crean e Frank Worsley atravessaram a ilha a pé num esforço para atingir a zona habitada do norte da ilha, e encontrar ajuda para salvar os restantes homens que ficaram na ilha. Depois de caminharem durante 36 horas seguidas, chegaram a Stromness, onde obtiveram ajuda dos Noruegueses que aí se encontravam estabelecidos.
Nos anos que se seguiram, depois do fecho da estação, Stromness viu os edifícios aí existentes ficarem em ruínas devido às condições atmosféricas. No entanto, foram feitos esforços para pôr de pé a estação, de maneira a que esta pudesse receber a visita de turistas.